# رايسكو
بلدية رايسكو (بالإسبانية: Risco)‏, هي إحدى بلديات مقاطعة بطليوس, التي تقع في منطقة إكستريمادورا, والتي تقع في غرب إسبانيا.
يبلغ عدد سكانها 219 نسمة وفقاً لإحصائية سنة (2002).

## التركيبة السكانية
حدّد مكتب تعداد الولايات المتحدة بيانات التركيبة السكانية لرايسكو في تعداد الولايات المتحدة. في ما يلي، التركيبة السكانية حسب تعدادي 2000 و2010.

### تعداد عام 2000
بلغ عدد سكان رايسكو 392 نسمة بحسب تعداد عام 2000، وبلغ عدد الأسر 165 أسرة وعدد العائلات 116 عائلة مقيمة في المدينة. في حين سجلت الكثافة السكانية 270.3 نسمة لكل كيلومتر مربع (700.1/ميل2). وبلغ عدد الوحدات السكنية 177 وحدة بمتوسط كثافة قدره 122.1 لكل كيلومتر مربع (316.2/ميل2).
وتوزع التركيب العرقي للمدينة بنسبة 99.49% من البيض و0.26% من الأمريكيين الأفارقة و0.26% من عرقين مختلطين أو أكثر.
بلغ عدد الأسر 165 أسرة كانت نسبة 31.5% منها لديها أطفال تحت سن الثامنة عشر تعيش معهم، وبلغت نسبة الأزواج القاطنين مع بعضهم البعض 60% من أصل المجموع الكلي للأسر، ونسبة 9.1% من الأسر كان لديها معيلات من الإناث دون وجود شريك،  بينما كانت نسبة 1.2% من الأسر لديها معيلون من الذكور دون وجود شريكة وكانت نسبة 29.7% من غير العائلات. تألفت نسبة 26.7% من أصل جميع الأسر من عدة أفراد يعيشون في نفس المنزل ونسبة 13.3% كانت تتألف من شخص يعيش بمفرده يبلغ من العمر 65 عاماً أو أكثر. وبلغ متوسط حجم الأسرة المعيشية 2.38، أما متوسط حجم العائلات فبلغ 2.89.
بلغ العمر الوسطي للسكان 41.5 عاماً. وكانت نسبة 21.2% من القاطنين تحت سن الثامنة عشر، وكانت نسبة 10.2% بين الثامنة عشر والرابعة والعشرين عاماً، ونسبة 22.7% كانت واقعةً في الفئة العمرية ما بين الخامسة والعشرين والرابعة والأربعين عاماً، ونسبة 28.3% كانت ما بين الخامسة والأربعين والرابعة والستين، ونسبة 17.6% كانت ضمن فئة الخامسة والستين عاماً فما فوق. يوجد لكل 100 أنثى 90.3 ذكر، ويوجد لكل 100 أنثى في الثامنة عشر من عمرها فما فوق 91.9 ذكر.
بلغ متوسط دخل الأسرة في المدينة 26,827 دولارًا، أما متوسط دخل العائلة فبلغ 32,857 دولارًا. وكان متوسط دخل الذكور 28,750 دولارًا مقابل 22,813 دولارًا للإناث. وسجل دخل الفرد الخاص بالمدينة 13,777 دولارًا. وكانت نسبة 13.2% من العائلات ونسبة 14.2% من السكان تحت خط الفقر، وكان من هؤلاء نسبة 24.7% تحت سن الثامنة عشر ونسبة 18.9% في الخامسة والستين من العمر وما فوق.

### تعداد عام 2010
بلغ عدد سكان رايسكو 346 نسمة بحسب تعداد عام 2010، وبلغ عدد الأسر 149 أسرة وعدد العائلات 92 عائلة مقيمة في المدينة. في حين سجلت الكثافة السكانية 238.6 نسمة لكل كيلومتر مربع (618.0/ميل2). وبلغ عدد الوحدات السكنية 169 وحدة بمتوسط كثافة قدره 116.6 لكل كيلومتر مربع (302.0/ميل2).
وتوزع التركيب العرقي للمدينة بنسبة 96.53% من البيض و1.16% من الأمريكيين الأفارقة و2.31% من عرقين مختلطين أو أكثر و0.58% من الهسبانيون أو اللاتينيون من أي عرق.
بلغ عدد الأسر 149 أسرة كانت نسبة 30.9% منها لديها أطفال تحت سن الثامنة عشر تعيش معهم، وبلغت نسبة الأزواج القاطنين مع بعضهم البعض 49.7% من أصل المجموع الكلي للأسر، ونسبة 8.7% من الأسر كان لديها معيلات من الإناث دون وجود شريك،  بينما كانت نسبة 3.4% من الأسر لديها معيلون من الذكور دون وجود شريكة وكانت نسبة 38.3% من غير العائلات. تألفت نسبة 30.9% من أصل جميع الأسر من عدة أفراد يعيشون في نفس المنزل ونسبة 13.4% كانت تتألف من شخص يعيش بمفرده يبلغ من العمر 65 عاماً أو أكثر. وبلغ متوسط حجم الأسرة المعيشية 2.32، أما متوسط حجم العائلات فبلغ 2.91.
بلغ العمر الوسطي للسكان 41.7 عاماً. وكانت نسبة 21.4% من القاطنين تحت سن الثامنة عشر، وكانت نسبة 6.1% بين الثامنة عشر والرابعة والعشرين عاماً، ونسبة 25.4% كانت واقعةً في الفئة العمرية ما بين الخامسة والعشرين والرابعة والأربعين عاماً، ونسبة 26.9% كانت ما بين الخامسة والأربعين والرابعة والستين، ونسبة 20.2% كانت ضمن فئة الخامسة والستين عاماً فما فوق. وتوزع التركيب الجنسي للسكان بنسبة 49.7% ذكور و50.3% إناث.

## أعلام
- مايك غرين